# Erna Maisack
Erna Maisack (* 13. Oktober 1941 in Plaidt) ist eine ehemalige deutsche Leichtathletin, die – für die Bundesrepublik Deutschland startend – in der ersten Hälfte der 1960er Jahre als 400-Meter-Läuferin in Erscheinung trat.
Nachdem sie 1961 und 1963 jeweils Dritte bei den Deutschen Meisterschaften geworden war, konnte sie im olympischen Jahr 1964 in 55,2 s den Titel gewinnen. Ihr anschließender dritter Platz bei den gesamtdeutschen Ausscheidungen bedeutete die Nominierung für die Spiele in Tokio, wo die 400 Meter der Frauen erstmals olympisch waren. Dort blieb sie jedoch unter ihren Möglichkeiten und wurde in 58,6 s Siebte ihres Vorlaufs. Damit war sie mehr als drei Sekunden von der Weltspitze entfernt, da die Achte und Letzte des Finales, die Französin Évelyne Lebret, 55,5 s lief; es siegte Elizabeth Cuthbert aus Australien in 52,0 s.
Erna Maisack startete für den TV Jahn Plaidt.
Sie ist 1,66 m groß und wog in ihrer aktiven Zeit 56 kg.